# Yvan Shan
Yvan Shan (5 de diciembre de 1995) es un deportista francopolinesio que compite en judo. Ganó tres medallas de plata en el Campeonato de Oceanía de Judo entre los años 2014 y 2016.

## Palmarés internacional
| Campeonato de Oceanía | Campeonato de Oceanía    | Campeonato de Oceanía | Campeonato de Oceanía |
| Año                   | Lugar                    | Medalla               | Categoría             |
| --------------------- | ------------------------ | --------------------- | --------------------- |
| 2014                  | Auckland (Nueva Zelanda) | Medalla de plata      | –60 kg                |
| 2015                  | Païta (Francia)          | Medalla de plata      | –60 kg                |
| 2016                  | Canberra (Australia)     | Medalla de plata      | –60 kg                |